# Hermann Schlechter
Hermann Schlechter (* 31. August 1891 in Dürrheim; † 27. November 1983 in Wetzlar) war ein deutscher Elektrotechniker und Politiker. Er baute nach dem Zweiten Weltkrieg die Stromversorgung in der Lahn-Dill-Region wieder auf und gehörte nach 1945 zu den Gründungsvätern der Freien Demokratischen Partei (FDP) in Mittelhessen.

## Ausbildung und Erster Weltkrieg
Hermann Schlechter, Sohn des gleichnamigen Geheimen Finanzrates, besuchte das Gymnasium in Karlsruhe. Ab 1910 studierte er Elektrotechnik an der TH Karlsruhe, unterbrochen durch das WS 1912/13 an der TH München. In Karlsruhe wurde er 1910/11 Mitglied der Burschenschaft Germania (heute Burschenschaft Teutonia). Am 24. August 1914, kurz vor Ausbruch des Ersten Weltkrieges, legte er sein Examen als Diplomingenieur ab.
Schlechter nahm als Kriegsfreiwilliger am Ersten Weltkrieg teil und diente als Funker. 1917, nach schwereren Erkrankungen an Ruhr und Malaria, kein Einsatz mehr an der Front, sondern bei einer F.T.-Überwachungsstelle in Karlsruhe. 1918 wurde er als Leutnant der Reserve entlassen.

## Beruflicher Werdegang
Nach Ende des Weltkrieges arbeitete Schlechter 1919 bis 1923 für kurze Zeit bei verschiedenen Firmen in Karlsruhe, Mannheim und Köln. 1923 ging er zur Maschinenfabrik Gustav Fleischhauer nach Magdeburg.
1926 wechselte Schlechter als Oberingenieur nach Wetzlar zur Überlandzentrale der Buderus’schen Eisenwerke und war dort als Betriebsleiter für die Unterhaltung des Starkstromnetzes für Wetzlar und Umgebung zuständig. 1928, nach der Übernahme durch die Preußische Elektrizitäts-AG, vergrößerte sich sein Wirkungskreis auf die gesamte Lahn-Dill-Region. 1935 wurde er zum Direktor befördert und engagierte sich sehr für die Energieversorgung während und nach des Krieges bis zu seiner Pensionierung 1956. Er war Mitglied des Beirates der Elektrizitäts-Aktiengesellschaft Mitteldeutschland.

## Nationalsozialismus
Schlechter trat im Mai 1933 der NSDAP bei (Mitgliedsnummer 2.369.824), wurde aber November 1934 wegen seiner Logenzugehörigkeit wieder ausgeschlossen. Der Ausschluss wurde November 1938 wieder aufgehoben.
Schlechter wurde mit dem Luftschutz in den Firmen im Lahn-Dill-Gebiet beauftragt. Nach dem Krieg, von März bis September 1945, baute er unter Überwachung der Amerikaner dort die Stromversorgung wieder auf. Danach wurde er entlassen und sein Vermögen beschlagnahmt. Bis März 1948 war er als Hilfsarbeiter (Ankerwickler) beschäftigt. Nach der Entnazifizierung (Einstufung als Mitläufer) kehrte er in seine alte Stellung zurück.

## Politik
Ende 1945, nach Ende des Krieges, war Schlechter Mitbegründer der Liberal-Demokratischen Partei (LDP) in Wetzlar, die bei der Bundestagswahl 1949 erstmals unter der Bezeichnung Freie Demokratische Partei (FDP) antrat. Von 1952 bis 1972 gehörte er dem Kreistag des Kreises Wetzlar an, und von 1955 bis 1968 der Stadtverordnetenversammlung Wetzlars. Er war vor allem Mitglied im Finanzausschuss, zeitweise im Ältestenrat und im Ausschuss für Rechts- und Satzungsangelegenheiten, stellvertretender Kreistagsvorsitzender, und zum Ende seiner Zugehörigkeit zur Stadtverordnetenversammlung FDP-Fraktionsvorsitzender.

## Auszeichnungen
Nach dem Ersten Weltkrieg erhielt Schlechter das Eiserne Kreuz II. Klasse, die Silberne Verdienstmedaille des Militär-Karl-Friedrich-Verdienstordens und das Ehrenkreuz für Frontkämpfer.
Nach dem Zweiten Weltkrieg erhielt Schlechter das Kriegsverdienstkreuz II. Klasse und das Luftschutz-Ehrenzeichen.
1972 wurde ihm das Bundesverdienstkreuz am Bande verliehen.